# Eugen York
Eugen York (* 26. November 1912 in Rybinsk, Russisches Kaiserreich; † 18. November 1991 in Berlin) war ein deutscher Filmregisseur und Drehbuchautor.

## Leben
Eugen York wurde in Russland geboren, zog aber schon in seiner Kindheit nach Deutschland und besuchte in Berlin das Französische Gymnasium Berlin. Bereits zu seiner Schulzeit zeigte er Interesse für das Filmwesen.
Er arbeitete zunächst als Filmeditor und Regieassistent. Ab 1937 drehte er für das im Jahr 1917 gegründete Filmunternehmen Universum Film einige Kulturfilme. Sein Lehrer war der Filmregisseur Walter Ruttmann. Nachdem er etwa sechs Jahre lang bei Universum Film gearbeitet hatte, arbeitete er im Jahr 1943 das erste Mal als Regisseur bei Szenen mit Spielhandlung bei den Propagandabeiträgen Liese und Miese. Im Jahr 1944 inszenierte er den Liebesfilm Heidesommer, der sein erster abendfüllender Spielfilm war, jedoch aufgrund der Lage Deutschlands im Jahr 1945 nicht fertiggestellt werden konnte.
Nachdem York mehrere Jahre lang in der Synchronisation gearbeitet hatte, wurde er von dem Produzenten Artur Brauner im Herbst des Jahres 1947 zum Dreh des Filmes Morituri angeregt, der von einer Massenflucht von Insassen eines Konzentrationslagers unter Mithilfe eines Lagerarztes handelt, in den Kinos allerdings ein absoluter Misserfolg war, ja geradezu feindlich aufgenommen wurde. In den 1950er Jahren drehte Eugen York eine Reihe von Filmen mit Hans Albers in der Hauptrolle: Der Greifer, Das Herz von St. Pauli und Der Mann im Strom. Es folgten einige Kriminalfilme wie Das Mädchen mit den Katzenaugen mit Joachim Fuchsberger und Nebelmörder mit Hansjörg Felmy. Nach diesen Arbeiten zog sich Eugen York mehr und mehr vom Kino zurück und begann vermehrt für das Fernsehen zu arbeiten. Unter anderem inszenierte er zahlreiche Vorabendserien wie Sie schreiben mit, Gewagtes Spiel oder Stewardessen. Mit dem Film Das Gesetz des Clans, den er im Jahr 1976 drehte, hatte Eugen York sein Comeback als Kinoregisseur.
In den Jahren 1983 und 1984 war er Regisseur dreier Folgen der Krimiserie Ein Fall für zwei (Chemie eines Mordes, Zwielicht und Herr Pankraz bitte) mit Günter Strack und Claus Theo Gärtner in den Hauptrollen. Im Laufe seiner Karriere als Regisseur zwischen 1938 und 1984 führte er bei insgesamt 35 Filmen die Regie.
York lebte in Berlin und war zeitweilig mit der Schauspielerin Catja Görna verheiratet.

## Filmografie (Auswahl)
- 1938: Münster, Westfalens schöne Hauptstadt[1]
- 1945: Heidesommer
- 1948: Morituri
- 1949: Die letzte Nacht
- 1950: Schatten der Nacht
- 1950: Export in Blond
- 1950: Der Schatten des Herrn Monitor
- 1950: Lockende Gefahr
- 1952: Das Sparschwein (Fernsehfilm)
- 1955: Das Fräulein von Scuderi
- 1956: Ein Herz kehrt heim
- 1957: Das Herz von St. Pauli
- 1958: Der Greifer
- 1958: Der Mann im Strom
- 1958: Das Mädchen mit den Katzenaugen
- 1960: Aufruhr (auch Drehbuch)
- 1963: Haus der Schönheit
- 1964: Nebelmörder
- 1964: Sechs Stunden Angst (Fernsehfilm)
- 1965: Fernsehserie Interpol greift ein!:
  - Geld, Geld, Geld – 2 Milliarden gegen die Bank von England
  - Geld kennt keine Grenzen
- 1966: Spätsommer
- 1966: Großer Ring mit Außenschleife (Fernsehreihe ab 1967)
- 1967: Das Kleine Teehaus
- 1967: Der Tag, an dem die Kinder verschwanden
- 1967: Großer Mann was nun?
- 1969: Stewardessen
- 1971: Der Opernball (auch Drehbuch)
- 1972: Paganini (auch Drehbuch)
- 1973: Gräfin Mariza
- 1977: Das Gesetz des Clans
- 1979: Hatschi! (Fernsehfilm)[2]
- 1982: Schuld sind nur die Frauen (Fernsehfilm)
- 1983–1984: Ein Fall für zwei
  - 1983:  Zwielicht
  - 1983: Herr Pankraz bitte!
  - 1984:  Chemie eines Mordes

## Auszeichnungen
Sein Film Spiegel der Zeit erhielt den ersten Preis für Kulturfilme auf der internationalen Filmschau in München im Jahr 1938.